# 克莉絲汀娜·韓翠克絲
克莉絲汀娜·蕾妮·韓翠克絲（英語：Christina Rene Hendricks，1975年5月3日—），美國女演員，知名於AMC電視劇《廣告狂人》（2007年至2015年）中飾演的瓊·霍洛威，藉此提名了六項艾美獎。
據《君子雜誌》的女性讀者調查，韓翠克絲在該雜誌上獲選為「世界最性感的女人」。2010年，她被《君子雜誌》評為最上相的美國女性。
韓翠克絲所參演過的電影包括《落日車神》（2011年）、《上帝的口袋》（2014年）和《遺落流域》（2014年）。2015年起，她開始於電視劇《流金歲月》中飾演席琳／椅子一角，2016年在《海普與雷納德》中飾演楚蒂。

## 早年
克莉絲汀娜·韓翠克絲出生於田納西州諾克斯維爾。她的母親賈姬·蘇（娘家姓雷蒙）是名心理學家，而父親羅伯特·韓翠克絲在美國國家森林局工作，並來自於德國的柏林。由於她父親的緣故，使她擁有著美國和德國的國籍。她的家庭因為父親職業的關係而搬過幾次家，使韓翠克絲的早年生活多半在俄勒岡州的波特蘭與愛達荷州的特溫福爾斯度過。
當韓翠克絲在6歲時，她們家搬到了維吉尼亞州的費爾法克斯，在那裡她就讀了費爾法克斯高中。據韓翠克絲所述，她在高中常被欺負並被稱作「流浪者（outcast）」和「哥德（goth）」。她在參加《17》的雜誌封面競賽後，18歲的她和模特兒經紀公司簽約，並搬到了紐約市。

## 職業生涯
韓翠克絲於特溫福爾斯的兒童音樂劇中演出而開始她的職業生涯。18歲至27歲間，她在MTV的詩選劇《基情二加一》中演出，這也是她首次參演的影視作品。而她的第一個主要角色是在《乞丐與選擇者》中所飾演的凱莉一角。此後，她又出演了《法院》和《The Big Time》（電視電影），以及在奧克拉荷馬州的科布堡拍攝的法律劇《律師奶爸》。此外，韓翠克絲還在知名的醫學劇《急診室的春天》和科幻劇《螢火蟲》中擔任過重要角色。2007年，她在由基普·帕杜主演的電影《碧可南部》中擔任配角。2007年至2008年間，她在NBC電視劇《重返重案組》中飾演常駐角色奧莉維亞·坎頓。此外，她還出演了殘鐘樂團的MV〈Broken Bells〉和超清晰樂團的MV〈One Hit Wonder〉。
2007年起，韓翠克絲開始在AMC電視劇《廣告狂人》中飾演瓊·霍洛威，是一名冷酷的女管理秘書。韓翠克絲的演出獲得了極高的評價，並也因此於2007年至2015年間獲得了黃金時段艾美獎六項的提名。
2011年，她在由尼可拉·溫丁·黑芬執導的驚悚片《落日車神》中演出，並與嘉莉·慕萊根及瑞恩·高斯林主演。2014年，她在瑞恩·高斯林的導演處女作《遺落流域》中擔任主角，並於2015年與莎莉·賽隆、克蘿伊·摩蕾茲共同參演《暗處》。2015年，韓翠克絲再次與黑芬合作，在驚悚片《霓虹惡魔》中演出。2016年9月，宣布她將出演懸疑電影《怪屋》，該片改編自阿嘉莎·克莉絲蒂的小說《怪屋》。

## 文化影響

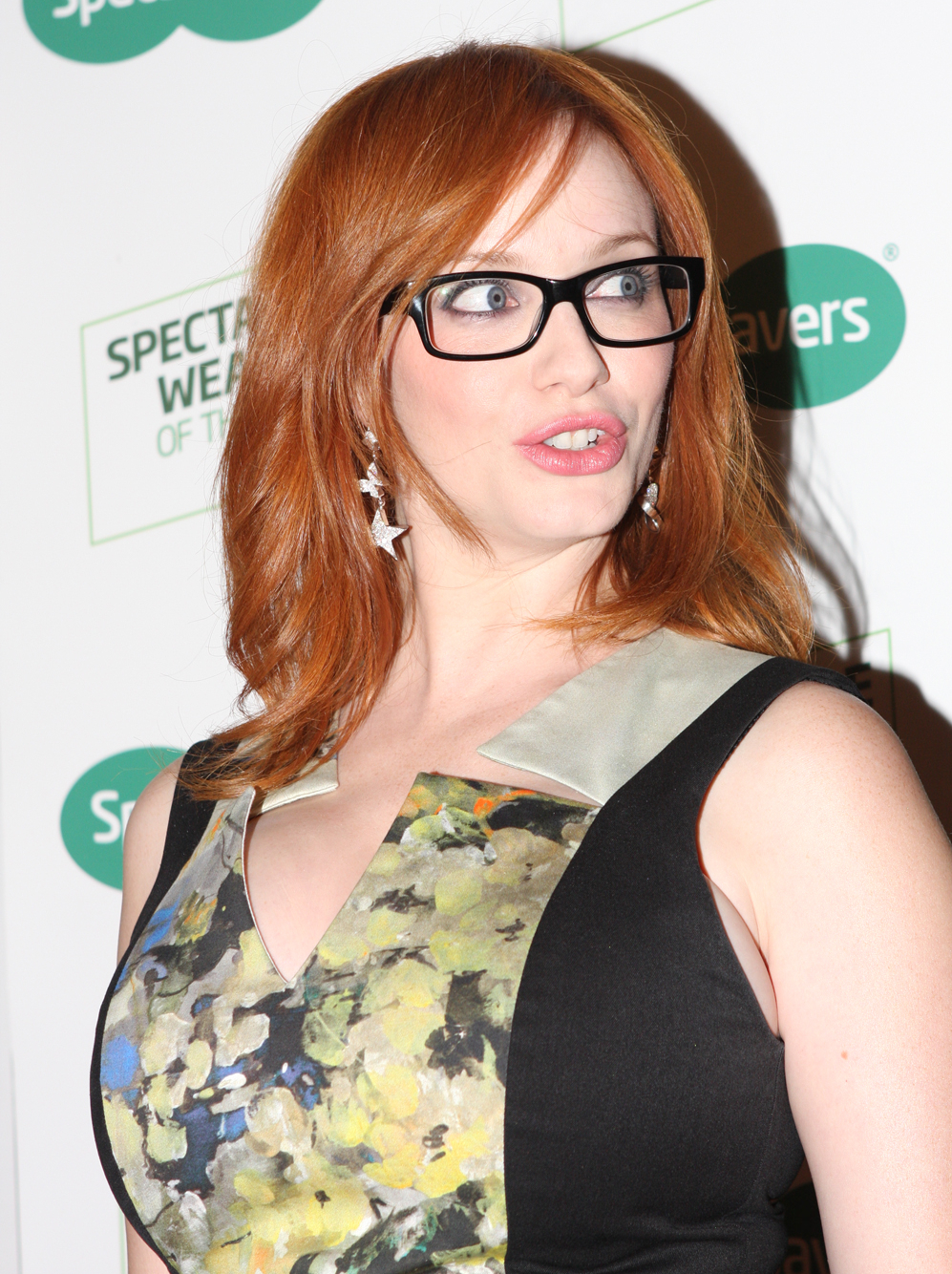
2012年10月3日，韓翠克絲在悉尼

韓翠克絲被英國議員琳恩·費瑟史東認為是理想的女性身材，她認為韓翠克絲的沙漏型是女性所嚮往的形象，她說：「克莉絲汀娜·韓翠克絲絕對是神話般的...我們需要更多這樣的榜樣。當有一個曲線玲瓏的好榜樣時，這不應該是如此不尋常的。」《洛杉磯時報》的電視評論家瑪莉·麥克納馬拉說，她對瓊（瓊·霍洛威）的描寫徹底改變了對電視美女的看法。2011年，韓翠克絲被稱為「新現代理想的好萊塢魅力，充滿著幻想、妖艷，就像回到瑪麗蓮·夢露、珍·羅素和維若妮卡·蕾克的時日」；英國設計師薇薇安·魏斯伍德將其她描述為「美的化身」。英國美容整形外科醫師協會的一項研究發現，2010年的英國女性接受隆胸手術的人數上升了10％，其中部分是受到韓翠克絲的影響。
韓翠克絲已不再接受「豐滿」這一形容詞，並曾抨擊在採訪時使用這詞的記者。韓翠克絲在2010年9月表示，媒體過分關注女性的身體，而不是她們本身，「我在片中（《廣告狂人》）努力工作，然後所有人都在談論是我的身體。」

## 私生活
韓翠克絲天生有著一頭金髮，10歲時，因《清秀佳人》的啟發而將頭髮染紅。她認為這樣的扮相較符合《廣告狂人》中的瓊·霍洛威一角。
2009年10月11日，她與演員傑弗利·阿蘭德結婚。她在受訪時表示，她和丈夫並不會想要孩子。

## 作品列表

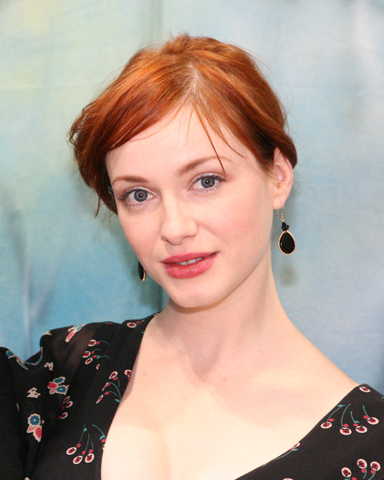
韓翠克絲於2006年3月在洛杉磯的世界漫畫展

### 電影
| 年份 | 標題                   | 角色                                 | 附註          |
| ---- | ---------------------- | ------------------------------------ | ------------- |
| 2007 | 《拉庫奇納》           | 莉莉（Lily）                         |               |
| 2007 | 《碧可南部》           | 安潔拉（Angela）                     |               |
| 2010 | 《黎奧妮和她的愛人》   | 凱薩琳（Catherine）                  |               |
| 2010 | 《命中注定多個你》     | 艾莉森·諾瓦克（Alison Novack）       |               |
| 2011 | 《家譜》               | 艾莉西亞（Alicia）                   |               |
| 2011 | 《全明星超人》         | 露薏絲·蓮恩／女超人                  | DVD首映；配音 |
| 2011 | 《人間師格》           | 莎拉·麥迪遜女士（Ms. Sarah Madison） |               |
| 2011 | 《落日車神》           | 布蘭琪（Blanche）                    |               |
| 2011 | 《凱特的慾望日記》     | 艾莉森（Allison）                    |               |
| 2011 | 《公司》（Company）    | 艾波（April）                        |               |
| 2012 | 《琴與羅莎》           | 塔莉（Natalie）                      |               |
| 2013 | 《命中雷霆》           | 艾波（April）                        |               |
| 2013 | 《紅花坂上的海》       | 牧村紗織（Saori Makimura）           | 英語版配音    |
| 2014 | 《上帝的口袋》         | 珍妮·斯卡爾帕托（Jeannie Scarpato）  |               |
| 2014 | 《奇妙仙子：海盜仙子》 | 扎里娜（Zarina）                     | 配音          |
| 2014 | 《遺落流域》           | 比莉（Billy）                        |               |
| 2015 | 《暗處》               | 派蒂·戴（Patty Day）                 |               |
| 2016 | 《名模大間諜2》        | 女誘惑者                             |               |
| 2016 | 《霓虹惡魔》           | 蘿柏塔·霍夫曼（Roberta Hoffman）     |               |
| 2016 | 《聖誕壞公公2》        | 黛安（Diane）                        |               |
| 2017 | 《打拳架》             | 莫奈女士（Miss Monet）               |               |
| 2017 | 《怪屋》               | 布蘭妲（Brenda）                     |               |
| 2017 | 《波特斯維爾》         | 康妮·蓋格（Connie Greiger）          |               |
| 2018 | 《只殺陌生人》         | 辛蒂（Cindy）                        |               |
| 2019 | 《玩具總動員4》        | 蓋比蓋比（Gabby Gabby）              | 配音          |
| 2020 | 《狗狗史酷比！》       | 賈菲警官（Officer Jaffe）            | 配音；客串    |
| 2022 | 《岛上书店》           | 艾絲梅·伊凡（Ismay Evans）           | 兼執行製片人  |

### 電視
| 年份       | 標題                         | 角色                                                  | 附註                                       |
| ---------- | ---------------------------- | ----------------------------------------------------- | ------------------------------------------ |
| 1999       | 《基情二加一》               | 萊安諾（Rhiannon）                                    | 4集                                        |
| 1999       | 《聯誼會》（Sorority）       | 費（Fawn）                                            | 試播集                                     |
| 2000       | 《夜行天使》                 | 酒吧女傭                                              | 單集：〈敗家子〉                           |
| 2000–2001  | 《乞丐與選擇者》             | 凱莉·克萊默（Kelly Kramer）                           | 19集                                       |
| 2001       | 《盜賊》                     | 桑黛（Sunday）                                        | 單集：〈Casino〉                           |
| 2002       | 《急診室的春天》             | 喬絲·韋斯特拉克（Joyce Westlake）                     | 4集                                        |
| 2002       | 《法院》                     | 貝蒂·泰勒（Betsy Tyler）                              | 6集                                        |
| 2002       | 《重要時刻》（The Big Time） | 奧黛莉·德拉蒙德（Audrey Drummond）                    | 電視電影                                   |
| 2002–2003  | 《螢火蟲》                   | 莎芙倫／布莉姬／約蘭達（Saffron / Bridget / Yolanda） | 2集                                        |
| 2003       | 《俏红娘》                   | 莎拉（Sarah）                                         | 單集：〈The Price of Love〉                |
| 2003       | 《曼哈頓要塞》               | 克萊兒（Claire）                                      | 單集：〈Suffer Unto Me the Children...〉   |
| 2003       | 《飢餓點》（Hunger Point）   | 法蘭妮·亨特（Frannie Hunter）                         | 電視電影                                   |
| 2004       | 《神秘召喚》                 | 艾莉莎（Alyssa）                                      | 單集：〈Murder in the Morgue〉             |
| 2004–2005  | 《律師奶爸》                 | 妮可萊特·雷伊（Nicolette Raye）                       | 22集                                       |
| 2005       | 《鐵證懸案》                 | 艾絲德爾·「李格斯」·戴維斯（Esther 'Legs' Davis）     | 單集："Colors"                             |
| 2006       | 《傑克兜兜轉》               | 坦雅（Tanya）                                         | 4集                                        |
| 2006       | 《拉斯維加斯》               | 康妮（Connie）                                        | 單集：〈Chaos Theory〉                     |
| 2006       | 《失蹤現場》                 | 瑞秋·吉布森（Rachel Gibson）                          | 單集：〈Check Your Head〉                  |
| 2007       | 《育兒守則》                 | 霍莉（Holly）                                         | 單集：〈First Night Out〉                  |
| 2007–2008  | 《重返重案組》               | 奧莉維亞·坎頓（Olivia Canton）                        | 4集                                        |
| 2007–2015  | 《廣告狂人》                 | 瓊·霍洛威                                             | 80集                                       |
| 2011       | 《逝者之證》                 | 凱倫·阿切爾（Karen Archerdern）                       | 單集：〈行屍走肉〉                         |
| 2011       | 《特工老爹》                 | 娜登（Naydern）                                       | 配音；單集：〈Gorillas in the Mist〉       |
| 2015–2016  | 《流金歲月》                 | 席琳／椅子（Celine / Chair）                          | 17集                                       |
| 2015、2023 | 《瑞克和莫蒂》               | 聯合體（Unity）                                       | 配音；2集                                  |
| 2016       | 《海普與雷納德》             | 楚蒂·法斯特（Trudy Fawst）                            | 6集                                        |
| 2017       | 《雙面警長》                 | 伊莉莎白·布蘭蕭（Elizabeth Bradshaw）                 | 9集                                        |
| 2018–2021  | 《好女孩們》                 | 貝絲·柏蘭（Beth Boland）                              | 主演；兼監製                               |
| 2020–2024  | 《外星也难民》               | 切莉（Cherie）                                        | 14集                                       |
| 2023       | 《特工猫王》                 | 羅克珊·賴德（Roxanne Ryder）                          | 配音；2集                                  |
| 2023       | 《海盜》                     | 聖喬治夫人（Mrs. St. George）                         | 4集                                        |
| 2024       | 《格里姆斯堡》               | 安娜（Anna）                                          | 配音；單集：〈And the Winner is… Murder!〉 |
| 2024       | 《天后與草莓》               | 同性戀共和黨人                                        | 單集：〈And the Winner is… Murder!〉       |
| 2025       | 《小镇大事》                 | 溫蒂·帕特森（Wendy Patterson）                        | 主演；兼執行製片人                         |
| 2025       | 《美國好人家》               | 辛西亞·曼斯（Cynthia Mans）                           | 常駐演員                                   |

### 電子遊戲
| 年份 | 標題                   | 角色                  | 附註 |
| ---- | ---------------------- | --------------------- | ---- |
| 2011 | 《極速快感：亡命天涯》 | 珊·哈柏（Sam Harper） | 配音 |

## 獎項和提名
| 年份 | 獎項             | 類別                 | 項目         | 結果                        |
| ---- | ---------------- | -------------------- | ------------ | --------------------------- |
| 2006 | SyFy類型獎       | 最佳特別嘉賓／電視劇 | 《螢火蟲》   | 獲獎                        |
| 2008 | 美國演員工會獎   | 最佳戲劇影集整體演出 | 《廣告狂人》 | 獲獎                        |
| 2009 | 美國演員工會獎   | 最佳戲劇影集整體演出 | 《廣告狂人》 | 獲獎                        |
| 2009 | 金女神獎         | 最佳戲劇影集女演員   | 《廣告狂人》 | 獲獎                        |
| 2010 | 美國演員工會獎   | 最佳戲劇影集整體演出 | 《廣告狂人》 | 提名                        |
| 2010 | 黃金時段艾美獎   | 劇情類最佳女配角     | 《廣告狂人》 | 提名                        |
| 2011 | 評論家票選電視獎 | 劇情類最佳女配角     | 《廣告狂人》 | 獲獎（與瑪果·麥汀達爾共享） |
| 2011 | 金女神獎         | 最佳戲劇影集女演員   | 《廣告狂人》 | 提名                        |
| 2011 | 美國演員工會獎   | 最佳戲劇影集整體演出 | 《廣告狂人》 | 提名                        |
| 2011 | 黃金時段艾美獎   | 劇情類最佳女配角     | 《廣告狂人》 | 提名                        |
| 2012 | 評論家票選電視獎 | 劇情類最佳女配角     | 《廣告狂人》 | 獲獎                        |
| 2012 | 黃金時段艾美獎   | 劇情類最佳女配角     | 《廣告狂人》 | 提名                        |
| 2013 | 黃金時段艾美獎   | 劇情類最佳女配角     | 《廣告狂人》 | 提名                        |
| 2014 | 黃金時段艾美獎   | 劇情類最佳女配角     | 《廣告狂人》 | 提名                        |
| 2015 | 黃金時段艾美獎   | 劇情類最佳女配角     | 《廣告狂人》 | 提名                        |

## 外部連結
- 克莉絲汀娜·韓翠克絲在互联网电影资料库（IMDb）上的資料（英文）
- 在AllMovie上克莉絲汀娜·韓翠克絲的頁面（英文）